# Oecetis intima
Oecetis intima là một loài Trichoptera trong họ Leptoceridae. Chúng phân bố ở miền Cổ bắc.